# Ilja Venäläinen
Ilja Venäläinen (født 27. september 1980 i Kuopio, Finland) er en finsk tidligere fodboldspiller (angriber).
Venäläinen spillede én kamp for Finlands landshold, en venskabskamp mod Belgien 9. februar 2011. Han tilbragte hele sin klubkarriere i hjemlandet, hvor han blandt andet repræsenterede KuPS i hele 12 sæsoner.